# Château des Ardennes
Le château des Ardennes, situé sur le plateau d'Eprémesnil près de Montivilliers, dans l'actuel arboretum du parc de Rouelles, est un château normand de l'époque moderne détruit pendant la Seconde Guerre mondiale.

## Histoire
L'origine du château des Ardennes remonte à la famille Du Val d'Eprémesnil, propriétaire dès 1645 des terres sur le plateau du même nom.
Au milieu du XIXe siècle, ce château appartient au notaire Eugène Marcel, dont la fille Marguerite (1846-1877) épouse le négociant havrais Louis Gaudibert en 1864. Le peintre Claude Monet fait le portrait de cette dame en 1868, peut-être dans cette bâtisse,.
Lors des bombardements du 10 septembre 1944, le château des Ardennes est complètement détruit,.
L'emplacement actuel du château est l'arboretum du parc de Rouelles à Montivilliers.